# George G. Sadowski

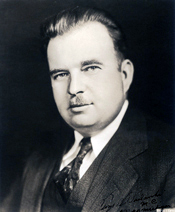
George G. Sadowski

George Gregory Sadowski (* 12. März 1903 in Detroit, Michigan; † 9. Oktober 1961 in Utica, Michigan) war ein US-amerikanischer Politiker. Zwischen 1933 und 1951 vertrat er zweimal den Bundesstaat Michigan im US-Repräsentantenhaus.

## Werdegang
George Sadowski besuchte die Ferry School in Detroit und danach die High School in Foley (Alabama). Anschließend absolvierte er im Jahr 1920 die Northeastern High School in Detroit. Nach einem anschließenden Jurastudium an der University of Detroit und seiner im Jahr 1926 erfolgten Zulassung als Rechtsanwalt begann er in Detroit in seinem neuen Beruf zu arbeiten. Außerdem war er in der Immobilienbranche und im Baugewerbe tätig. Politisch war Sadowski Mitglied der Demokratischen Partei. In den Jahren 1931 und 1932 gehörte er dem Senat von Michigan an. Von 1930 bis 1936 war er Vorstandsmitglied seiner Partei in seinem Heimatstaat. Außerdem war er Delegierter zu allen Democratic National Conventions zwischen 1932 und 1948, auf denen Franklin D. Roosevelt sowie später Harry S. Truman als Präsidentschaftskandidaten nominiert wurden.
Bei den Kongresswahlen des Jahres 1932 wurde er im ersten Wahlbezirk von Michigan in das US-Repräsentantenhaus in Washington, D.C. gewählt, wo er am 4. März 1933 die Nachfolge von Robert H. Clancy antrat. Dieser Wahlsieg lag im damaligen Bundestrend zu Gunsten der Demokratischen Partei. Nach zwei Wiederwahlen konnte er bis zum 3. Januar 1939 drei Legislaturperioden im Kongress absolvieren. In dieser Zeit wurden dort die meisten der New-Deal-Gesetze der Bundesregierung verabschiedet. Im Jahr 1933 wurde mit der Verabschiedung des 21. Verfassungszusatzes der 18. Zusatzartikel aus dem Jahr 1919 wieder aufgehoben. Dabei ging es um das Verbot des Handels mit alkoholischen Getränken.
Für die Wahlen des Jahres 1938 wurde Sadowski von seiner Partei nicht erneut nominiert. Vier Jahre später, bei den Wahlen von 1942, schaffte er dann doch den erneuten Einzug in den Kongress. Dort löste er am 3. Januar 1943 Rudolph G. Tenerowicz ab. Nach drei Wiederwahlen konnte er seinen Distrikt bis zum 3. Januar 1951 im US-Repräsentantenhaus vertreten. Bis 1945 bestimmten die Ereignisse des Zweiten Weltkrieges auch die Arbeit des Kongresses. Danach begann der Kalte Krieg. Bei den parteiinternen Vorwahlen des Jahres 1950 verlor Sadowski gegen Thaddeus M. Machrowicz. Damit verfehlte er die angestrebte Nominierung für eine Wiederwahl.
Nach seinem endgültigen Ausscheiden aus dem Repräsentantenhaus zog sich George Sadowski aus der Politik zurück. Er betrieb in der Folge zwei Golfplätze in Michigan und starb am 9. Oktober 1961 in Utica. Anschließend wurde er in Detroit beigesetzt.